# Mlądz (powiat lwówecki)
Mlądz (niem. Mühldorf) – wieś w Polsce położona w województwie dolnośląskim, w powiecie lwóweckim, w gminie Mirsk.

## Położenie
To niewielka wieś o rozproszonej zabudowie o długości około 1,6 km, położona na Pogórzu Izerskim, w Kotlinie Mirskiej na pograniczu z Przedgórzem Rębiszowskim, obok Rębiszowa, rozciągnięta wzdłuż potoku Mrożynka i nad Przecznickim Potokiem, na wysokości około 390–410 m n.p.m.. Wieś wybitnie rolnicza, bez własnej szkoły, kościoła ani połączeń komunikacyjnych. Graniczy z wsiami Przecznica i Gierczyn w tej samej gminie, skąd ma najbliższe połączenia autobusowe, i z Rębiszowem, gdzie jest ponadto najbliższa stacja kolejowa.

## Podział administracyjny
W latach 1975–1998 miejscowość położona była w województwie jeleniogórskim.

## Historia
Nie wiadomo kiedy dokładnie powstał Mlądz, miejscowość zaczęła się rozwijać dopiero w drugiej połowie XVIII wieku, gdy w jej sąsiedztwie rozpoczęto eksploatację rud kobaltu. W 1744 roku w sąsiednim Rębiszowie powstała huta, która praktycznie była położona w Mlądzu. W połowie XIX wieku złoża rud kobaltu wyczerpały się i hutę zamknięto.

Po 1945 roku Mlądz pozostał wsią rolniczą i znacznie  wyludnił się, w 1988 roku było tu 51 indywidualnych gospodarstw rolnych. W latach 90. XX wieku w miejscowości zbudowano kaplicę mszalną.

## Szlaki turystyczne
Przez Mlądz przechodzi szlak turystyczny:
- z Rębiszowa do Mroczkowic.